# Haplopharyngidae
Haplopharyngidae är en familj av plattmaskar. Haplopharyngidae ingår i fylumet plattmaskar och riket djur.
Familjen innehåller bara släktet Haplopharynx.